# San José (provins)
 For alternative betydninger, se San José. (Se også artikler, som begynder med San José)
San José er en provins i Costa Rica. Den ligger i landets centrale områder, og grænser til provinserne Alajuela, Heredia, Cartago, Limón og Puntarenas. Provinsens administrationscentrum er San José, som også er landets hovedstad. Provinsen har et areal på 4 965,9 kvadratkilometer, og et indbyggertal på 1 404 242 (2011).

## Kantoner
Provinsen San José er inddelt i 20 kantoner.
Kantoner (administrationscentrum i parentes):
1. San José (San José)
2. Escazú (Escazú)
3. Desamparados (Desamparados)
4. Puriscal (Santiago)
5. Tarrazú (San Marcos)
6. Aserrí (Aserrí)
7. Mora (Ciudad Colón)
8. Goicoechea (Guadalupe)
9. Santa Ana (Santa Ana)
10. Alajuelita (Alajuelita)
11. Vázquez de Coronado (San Isidro)
12. Acosta (San Ignacio)
13. Tibás (San Juan)
14. Moravia (San Vicente)
15. Montes de Oca (San Pedro)
16. Turrubares (San Pablo)
17. Dota (Santa María)
18. Curridabat (Curridabat)
19. Pérez Zeledón (San Isidro de El General)
20. León Cortés (San Pablo)